# Институт Орегона

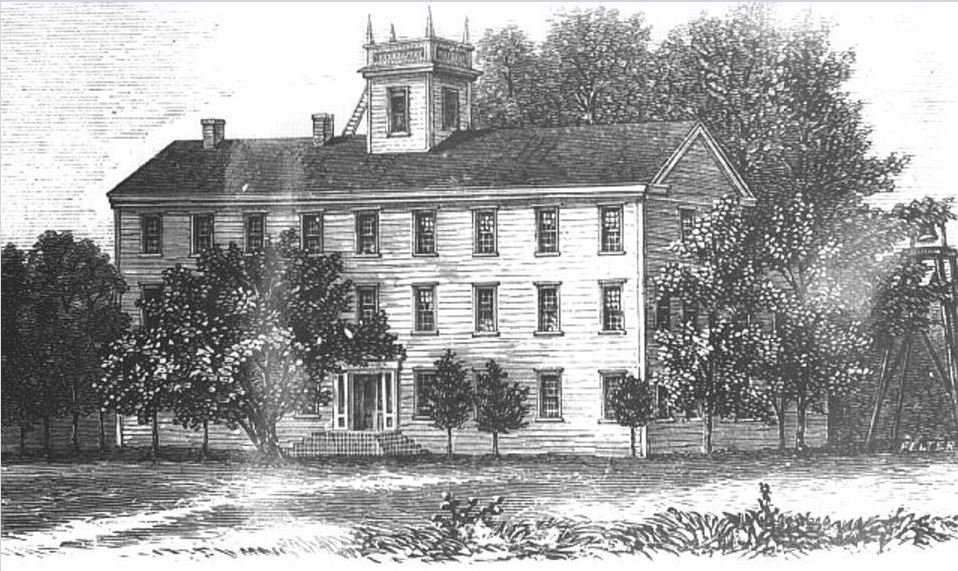
Здание Института Орегона. Завершённое в 1844 году здание было разрушено пожаром в 1872

Институт Орегона — образовательное учреждение, расположенное в долине Уилламетт. Основанное в 1842 году это учреждение должно было давать среднее образование, но в 1853 году оно стало университетом.

## Предыстория
Миссионер Джейсон Ли приехал в Орегон в 1834 году вместе с Натаниэлем Джарвисом Уайетом, чтобы начать миссионерскую работу среди местных жителей. Сперва Ли и его люди построили здание методистской миссии к северу от Сейлема, штат Орегон, но оно было затоплено в 1841, а потому миссия перенесена в Сейлем. После перемещения миссии они начали строительство нового здания для «школы ручного труда». Однако до завершения строительства методистская миссия была распущена, а её активы проданы.
1 февраля 1842 года несколько миссионеров, включая Джейсона Ли, встретились в его доме, чтобы обсудить создание школы для детей белых поселенцев. Группа решила создать школу, назвав её «Институтом штата Орегон». Здание было возведено в Уоллес-Прейри к востоку от первоначальной постройки, но оно также было заброшено и продано до завершения строительства. За 4000 долларов правительство Орегона купило недостроенное трёхэтажное здание вместе с землёй в июне 1844 года.
По поручению правительства, выделившего ещё 8 000 долларов, Гамильтон Кэмпбелл завершил строительство. Здание имело длину 71 фут (22 м), ширину 24 фута (7,3 м) и высоту в три этажа; было построено из ели, срубленной на месте. Здание доминировало над окружавшим ландшафтом.

## Функции
Институт Орегона начал работу с одного учителя, который обучал белых детей, живших поблизости.
1 февраля 1843 года в Орегонском институте Айрон Л. Бэбкок встречался со своими сторонниками из долины Уилламетт. Эта встреча была одним из предшественников формирования Временного правительства штата Орегон в мае.
В 1846 году плата за обучение составляла 24 доллара в год, а пользование общежитиями обходилось в 2 доллара в неделю. По воспоминаниям одного морского офицера, «институт находился в „вялом состоянии“, его общежития ещё не были завершены, а учеников было всего пятеро, причём все мальчики».
В 1853 году институт сменил название на «Университет Уилламетта».